# Automatic Identification System

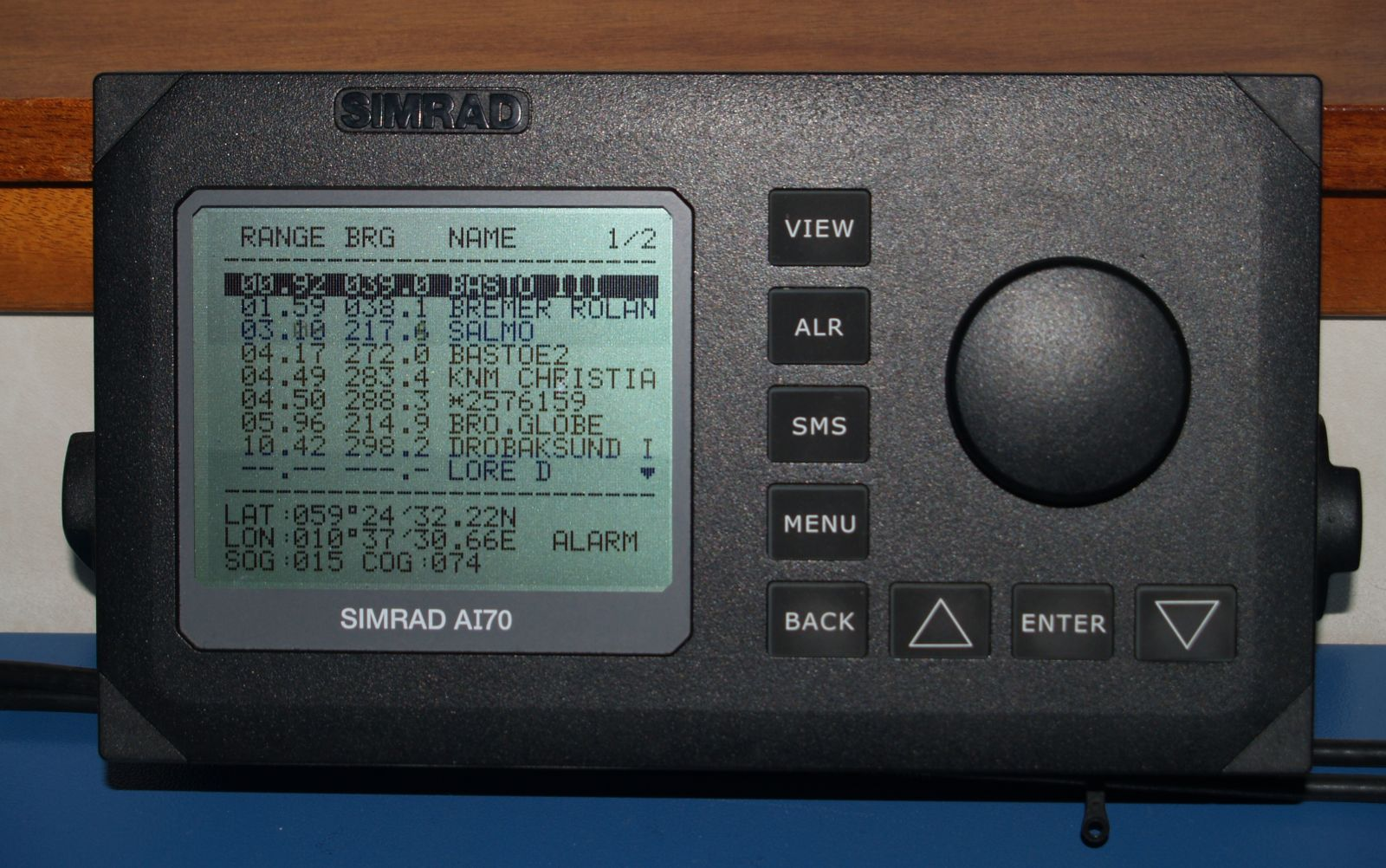
A tela de texto de um AIS listando veículos em uma determinada área

Automatic Identification System (AIS) é um sistema de monitoração de curto alcance utilizado em navios e Serviços de Tráfego de Embarcações (VTS). O sistema foi desenvolvido por militares, porém a tecnologia foi transferida para o setor civil sem grandes modificações.
O sistema serve para identificar e localizar embarcações por intermédio da troca eletrônica de dados com outros navios e estações VTS. Informações tais como identificação, posição, curso e velocidade podem ser exibidas em uma tela ou ECDIS. O sistema AIS destina-se a auxiliar os oficiais das embarcações e permitir que as autoridades navais rastreiem e monitorem os deslocamentos das embarcações.
O sistema AIS integra um sistema transceptor VHF padrão tal como LORAN-C ou receptor GPS, juntamente com outros sensores de navegação, electrónicos ou não, tais como girobussola, Indicador de velocidade (LOG) e indicador de velocidade de rotação e de direcção.

## Componentes e funcionamento
O sistema consiste em um conjunto integrado de equipamentos que atuam visando um objetivo comum. Ondas de rádio são transmitidas e seus ecos analisados. Assim, navios e outros obstáculos ao redor e no alcance do radar podem ser detectados, embora nem sempre identificados, e informações tais como velocidade e curso podem ser inferidas por exemplo através da comparação de posições sucessivas do objeto monitorado.
Um dos principais componentes desse sistema é um equipamento de comunicações, ou simplesmente "transponder AIS", que possibilita a transmissão e recepção de mensagens de dados digitais padronizadas, através de ondas de rádio VHF. Com AIS, são os próprios participantes do sistema que transmitem periodicamente informações sobre si próprios. Algumas dessas informações são cadastradas manualmente no transponder, outras são obtidas e atualizadas constantemente por intermédio de sensores integrados ao transponder. Isso permite uma identificação muito mais detalhada e precisa que a proporcionada pelo radar.
Em uma aplicação típica, um transceptor AIS possui uma tela mostrando a lista de navios recebidos junto com várias informações sobre cada navio (obtidas a partir da decodificação dos dados digitais recebidos pelo VHF), podendo ser configurado para gerar alarmes caso por exemplo as rotas de dois navios entrem em conflito (p.ex.: rota de colisão). Mensagens de texto também podem ser digitadas e enviadas para outros navios. Se o transceptor AIS estiver conectado a um computador, utilizando um sistema de navegação como o NASAREH, por exemplo, as possibilidades são ainda maiores, assim como se estiver conectado à um Serviço de Tráfego de Embarcações (VTS) ou um sistema de monitoramento de tráfego.
Devido às características de uma comunicação por VHF, é possível "ver" ou "escutar" através de ilhas e outros obstáculos. Mas quem não usa o transponder e não transmite seus dados fica invisível no sistema. Por isso, a IMO estabeleceu a obrigatoriedade de utilização de um transponder com características e comportamento bem definidos para navios grandes construídos depois de 2002, e gradativamente para navios mais antigos, até 2008. Na prática, muitos navios no mundo já estão usando AIS hoje. Por exemplo, num teste realizado em janeiro/2008 com um transponder recebendo dados e instalado nas imediações da Baía de Guanabara (Rio de Janeiro - RJ), foram registrados até 50 navios transmitindo na maior parte do dia.
Por utilizar VHF, as comunicações AIS ficam restritas a uma área local, com um alcance geralmente um pouco maior que o visual do transmissor. De um modo geral, o alcance no mar, sem uso de repetidor, fica restrito a aproximadamente 100 milhas náuticas (dependendo da qualidade dos equipamentos e da instalação adequada dos mesmos - altura da antena e obstáculos a propagação). Desta forma, as comunicações AIS nas imediações da Baía de Guanabara, no Rio de Janeiro, não alcançam o porto de Santos e vice-versa, mas eventualmente, as de um navio em Angra dos Reis alcançam a Baía de Guanabara. É possível que no futuro, o AIS seja também usado em longa distância, via INMARSAT por exemplo, mas hoje tal uso ainda não se difundiu.
VTS e sistemas de monitoramento de tráfego de embarcações, são baseados, fundamentalmente, em sinais AIS. Esses sistemas podem receber dados de AIS de uma ou mais estações receptoras. Alguns portos, terminais portuários e também empresas de praticagem brasileiras utilizam um sistema nacional denominado Sistema de Tráfego Aquaviário (STAq), que tanto pode ser utilizado como parte integrante de um VTS, quanto pode ser utilizado como um LPS (Local Port Service).
Desta forma, o AIS e o radar podem ser vistos como complementares a bordo de um navio. Se um navio estiver atrás de um grande morro, ele pode ser visto pelo AIS, mas não pelo radar. Por outro lado, se um navio está com o AIS desligado ou não tem AIS, ele talvez ainda possa ser visto pelo radar. O radar também permite que o contorno de acidentes geográficos sejam visualizados sem que eles estejam transmitindo nada mais que o eco do sinal original do radar.
Entretanto, o AIS não é simplesmente um complemento do radar. Já estão previstos 22 tipos de mensagem que podem ser transmitidas periodicamente ou sob demanda. Cada mensagem AIS pode conter dados específicos, de acordo com o tipo de mensagem, ou ainda dados formatados de acordo com uma aplicação particular a ser concebida.
Atualmente, os tipos de mensagem mais comumente transmitidos são dois: relato de posição e dados do navio e da viagem.
Os relatos de posição contêm, entre outros dados: posição, velocidade, rumo e proa. A IMO estabelece que a periodicidade de envio deve ser ajustada automaticamente de acordo com a velocidade do navio. Por exemplo, se o navio estiver a mais de 14 nós, eles devem ser enviados a cada 2 segundos. Se estiver ancorado, deve enviar a cada 3 minutos.
Já a mensagem que transmite os dados do navio e da viagem, deve ser enviada a cada 6 minutos. Essa mensagem contém, entre outros dados: nome do navio, tipo do navio, comprimento, boca, calado e destino.
Embora ainda não sejam muito usados, existem tipos de mensagens capazes de transmitir dados formatados de acordo com uma aplicação. Desta forma, no futuro, poderemos ter serviços prestados por estações fixas ao longo da costa ou vias navegáveis, como por exemplo, serviços de previsão meteorológica, aviso aos navegantes, dados sobre infra-estruturas em terra, dicas de aproximação, informações turísticas, gerência de frota, entre muitos outros, tudo sendo veiculado via a infra-estrutura AIS.

## Tecnicalidades
Como permitir que várias unidades possam se comunicar automaticamente de uma forma ordenada usando um meio compartilhado? A resposta é um protocolo conhecido como SOTDMA (Self Organizing Time Division Multiple Access), ou seja, acesso múltiplo auto-organizado com divisão do tempo. Auto-organizado significa sem a necessidade de intervenção de estações de controle. São os próprios participantes do sistema que ordenam suas transmissões a fim de minimizar a interferência. Esse protocolo foi patenteado em 1991 pelo engenheiro sueco Anders Hakan Lans e é atualmente o protocolo de comunicação utilizado pelos transponders AIS. O inventor reclama que todo fabricante deveria solicitar uma licença de sua patente do SOTDMA.
No SOTDMA, cada transponder utiliza um ou mais slots de tempo dinamicamente reservados para as suas próprias transmissões, dentro de um quadro compartilhado de 1 minuto que está dividido em 2250 slots, ou seja, cada slot tem 26,67 ms. Com uma velocidade de transmissão de 9600 bps, isso resulta em slots de 256 bits. Um transponder pode utilizar até duas frequências VHF, normalmente 25 e 12,5 kHz. As frequências exatas sendo usadas dependem do congestionamento dos canais e das alocações vigentes em cada país. Com essas duas frequências a capacidade do sistema pode dobrar de 2250 para 4500 slots.
A alocação de slots é feita orientada por um mapa levantado dinamicamente por cada estação a partir das transmissões de outros transponders, de forma a reduzir o risco de interferência. Para que isso realmente funcione, ou seja, para que a interferência seja reduzida, é necessária uma sincronia entre os transponders, ou seja, quando um slot de tempo é alocado com sucesso, apenas 1 estação vai transmitir naquele intervalo bem demarcado no tempo.
Essa sincronia pode ser obtida se uma medida de tempo compartilhada estiver disponível. Essa medida global e precisa de tempo normalmente é obtida de um GPS ligado ao transponder AIS, mas mesmo na ausência de uma referência de tempo deste tipo, o protocolo prevê que a sincronização pode ser obtida de outras formas, tais como a partir das transmissões de outras estações já sincronizadas. A capacidade dessa infra-estrutura está estimada em até 2000 relatos de posição por minuto.
Por outro lado, a área dentro da qual as suas mensagens AIS podem ser recebidas é chamada célula da estação. Por exemplo, em áreas de alta densidade de tráfego, uma célula menor será preferida. Se o número de mensagens AIS começar a sobrecarregar a rede, o sistema pode automaticamente reduzir o tamanho da célula ignorando estações mais fracas e mais distantes que as estações próximas.
Por enquanto, embarcações pequenas não precisam participar do AIS, mas, desde que a capacidade do sistema não seja comprometida, a inserção desse segmento, bem como a prestação de serviços ao longo da costa ou vias navegáveis, poderia aumentar ainda mais o valor do sistema. Na verdade, o AIS já prevê duas classes de equipamento: A e B.
O equipamento classe A deve atender completamente aos requisitos da IMO, por isso será mais caro, devendo ser usado por navios. Já o equipamento classe B, não precisa atender a todos os requisitos da IMO. Por exemplo, ele não precisa transmitir todas as informações que um classe A precisa, nem tão freqüentemente quanto um classe A, ou mesmo não transmitir, mas apenas receber.

## Potencial
O AIS é um sistema com potencial de revolucionar as comunicações no mar. Embora seu objetivo primário seja o rastreamento e a segurança, a infra-estrutura que ele disponibiliza claramente comporta outros usos ainda a serem criativamente explorados no futuro. Os órgãos reguladores internacionais definiram que o AIS deve ser usado preferencialmente para fins de rastreamento e segurança da navegação. Outros usos, de preferência ligados à segurança, são permitidos, desde que não interfiram com as funções consideradas fundamentais.